# Plac Olimpijczyków i Paraolimpijczyków w Wieruszowie
Plac Olimpijczyków i Paraolimpijczyków – plac w centrum Wieruszowa, w województwie łódzkim, otwarty w 2015 r.

## Charakterystyka
Plac pod patronatem Olimpijczyków i Paraolimpijczyków w Wieruszowie otwarto 23 października 2015 r. we współpracy z kampanią społeczną "Pokażcie nas w Rio", w celu promocji i upamiętnienia osiągnięć sportowych osób niepełnosprawnych. Miejscem charakterystycznym placu jest Aleja Olimpijczyków i Paraolimpijczyków, w której co roku umieszczane są tablice pamiątkowe poświęcone sportowcom reprezentującym Polskę na olimpiadach oraz na paraolimpiadach. Lokalną tradycją jest udział zaproszonych sportowców w uroczystym odsłonięciu kolejnych tablic.

## Osoby upamiętnione w Alei Olimpijczyków i Paraolimpijczyków[2]
- 2015: Oliwia Jabłońska i Artur Partyka.
- 2016: Wojciech Bartnik i Krzysztof Kaczmarek
- 2017: Władysław Kozakiewicz i Jacek Przebierała
- 2018: Mariusz Sobczak, Kajetan Broniewski, Mieczysław Nowicki i Iwona Podkościelna z Aleksandrą Tecław (kolarki tandemowe)
- 2019: Anita Włodarczyk i Paweł Piotrowski
- 2020: Marian Woronin i Robert Chyra
- 2021: Jakub Tokarz i Grzegorz Lato
- 2022: Lucyna Kornobys i Bartłomiej Bonk
- 2023: Renata Mauer Rózańska i Janusz Rokicki
- 2024: Urszula Kielan i Tomasz Hamerlak
- 2025: Ewa Zielińska Jacek Wszoła[3]

## Galeria

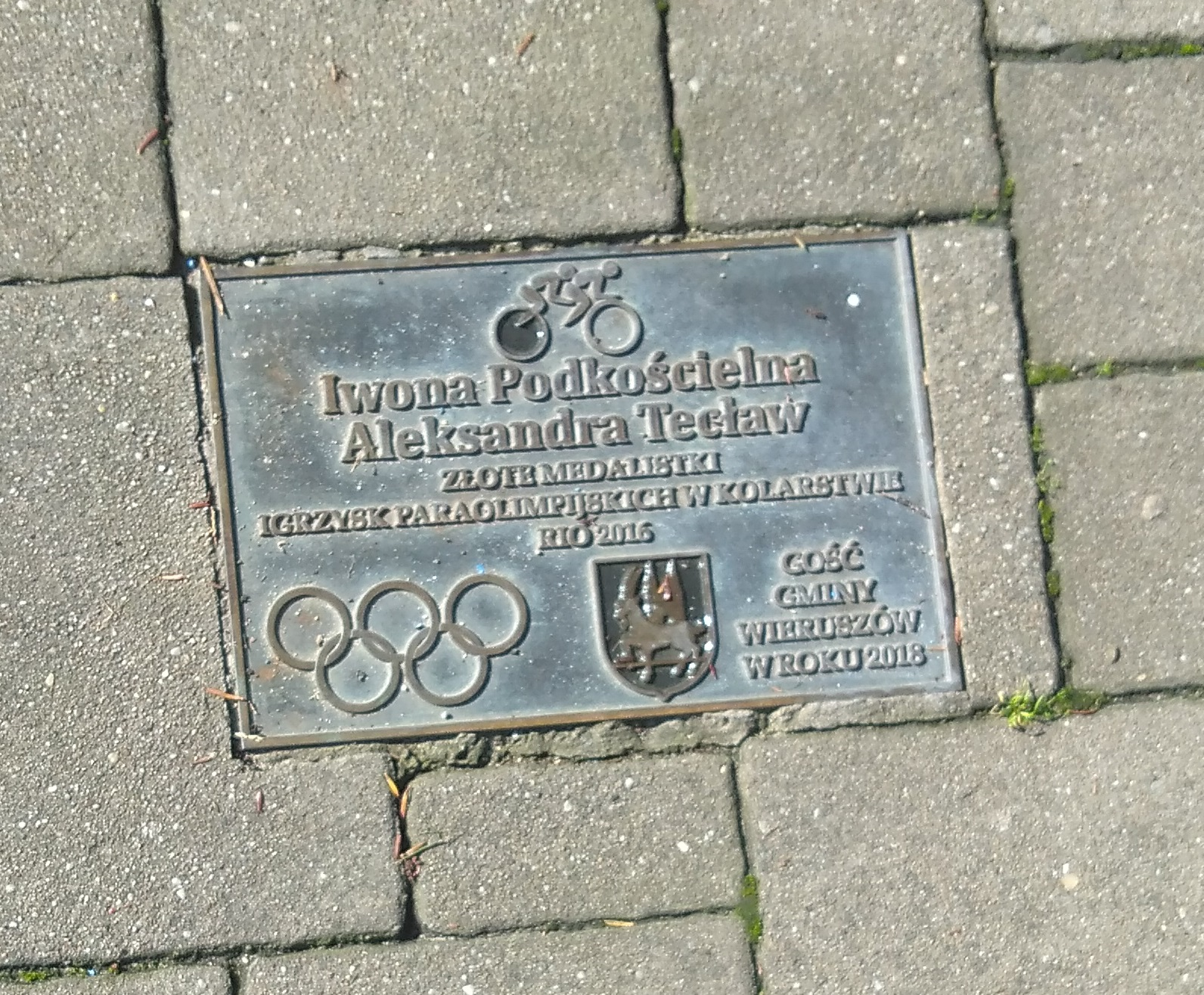
Tablica Iwony Podkościelnej i Aleksandry Tecław
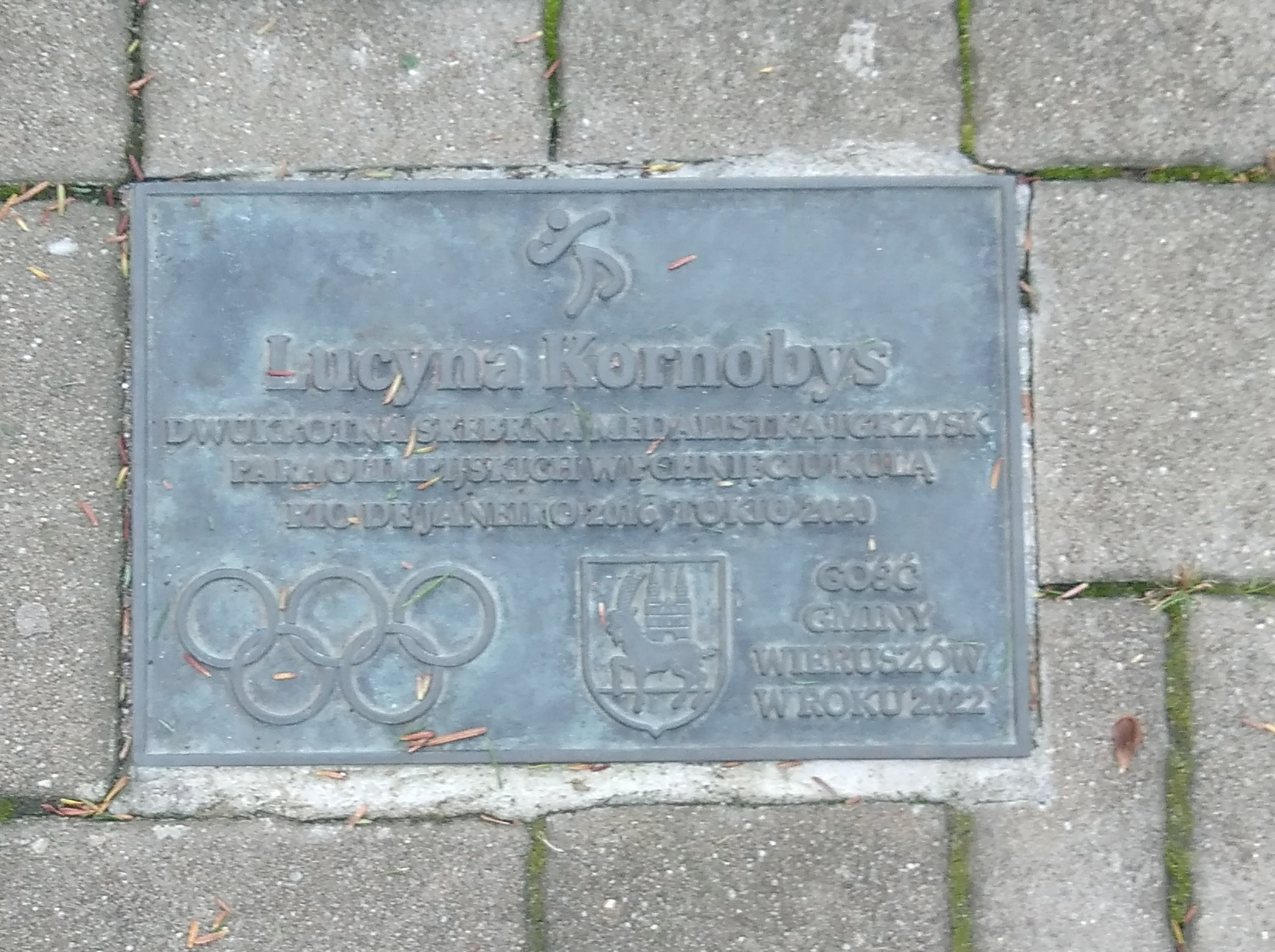
Tablica Lucyny Kornobys
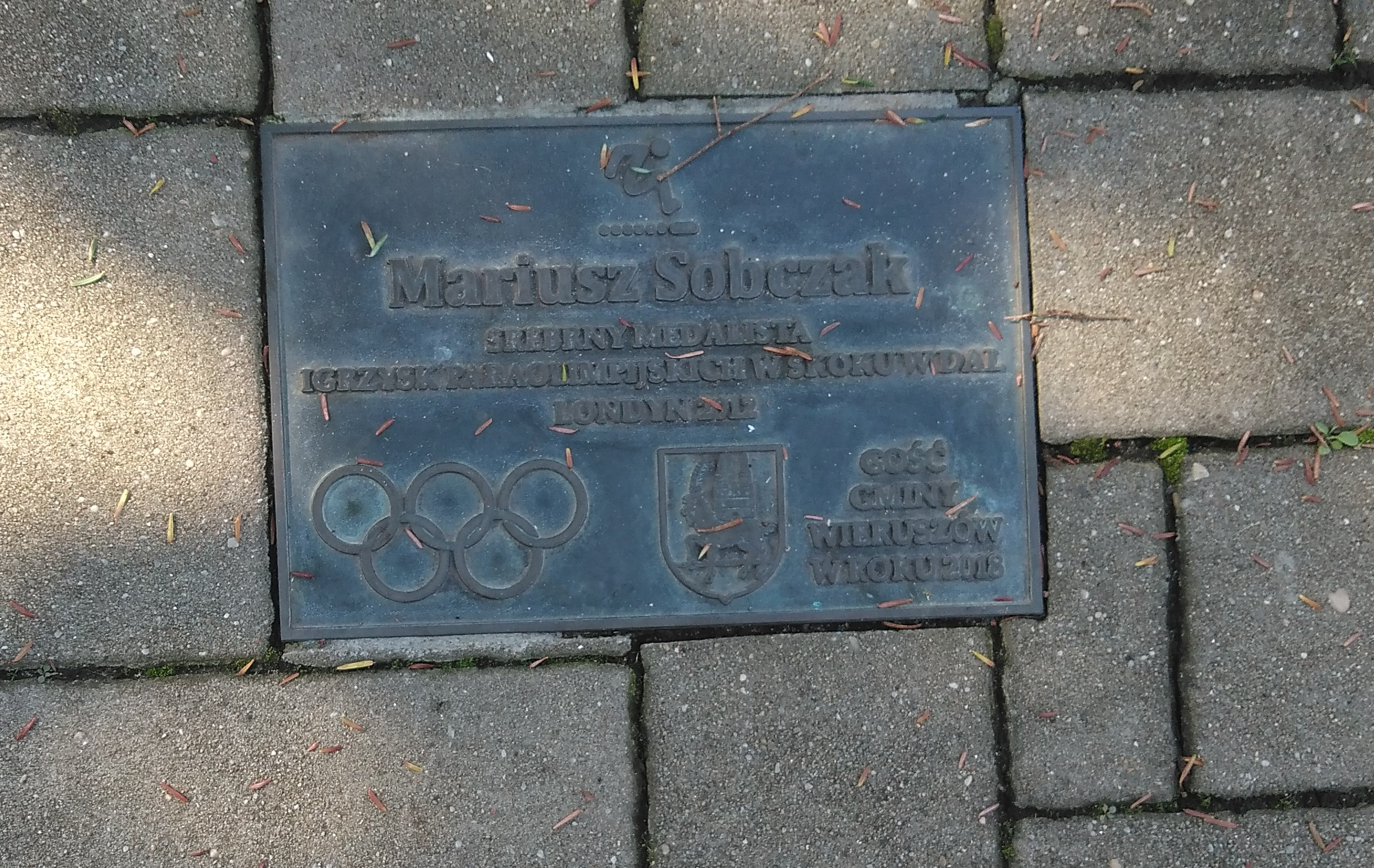
Tablica Mariusza Sobczaka
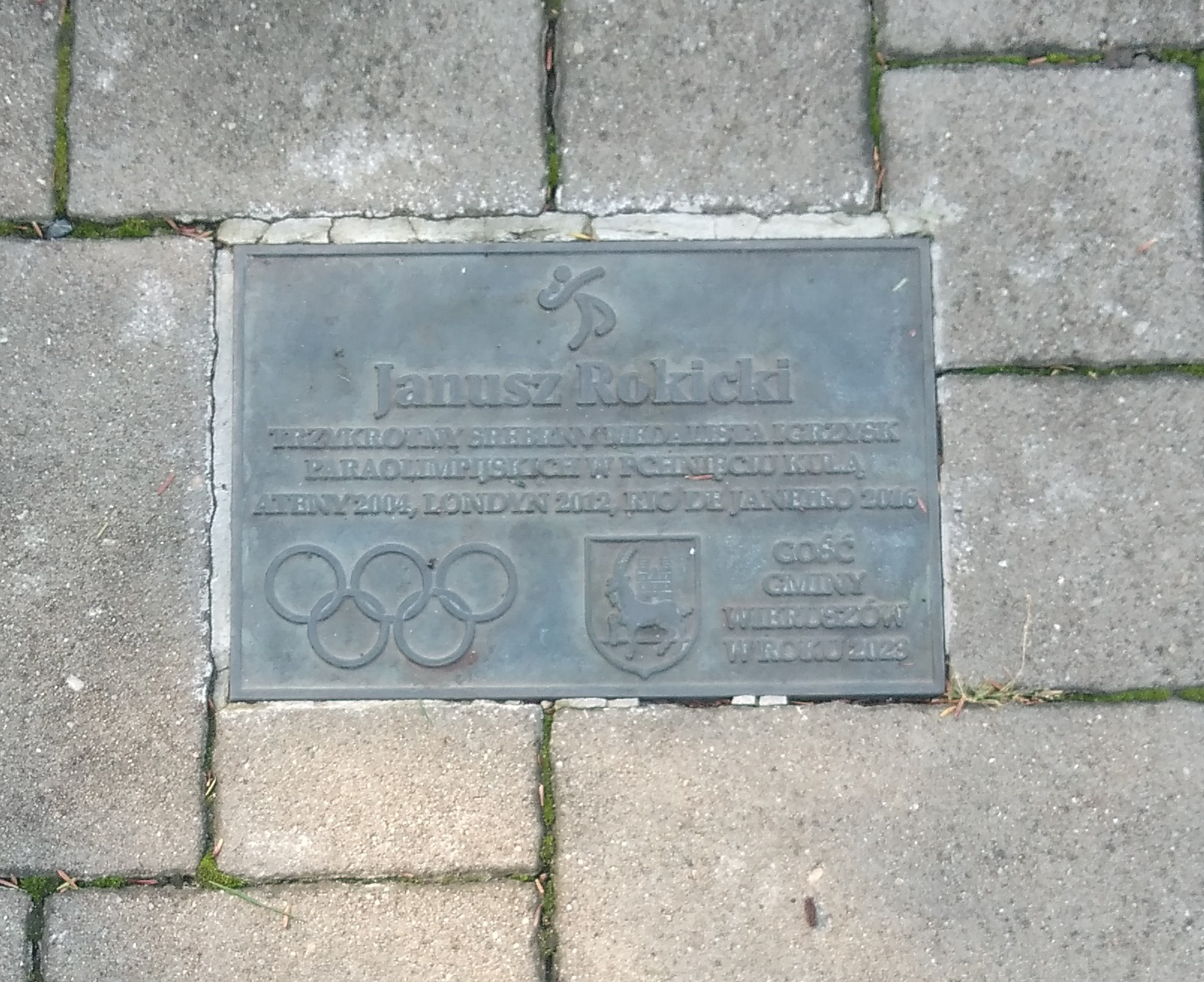
Tablica Janusza Rokickiego
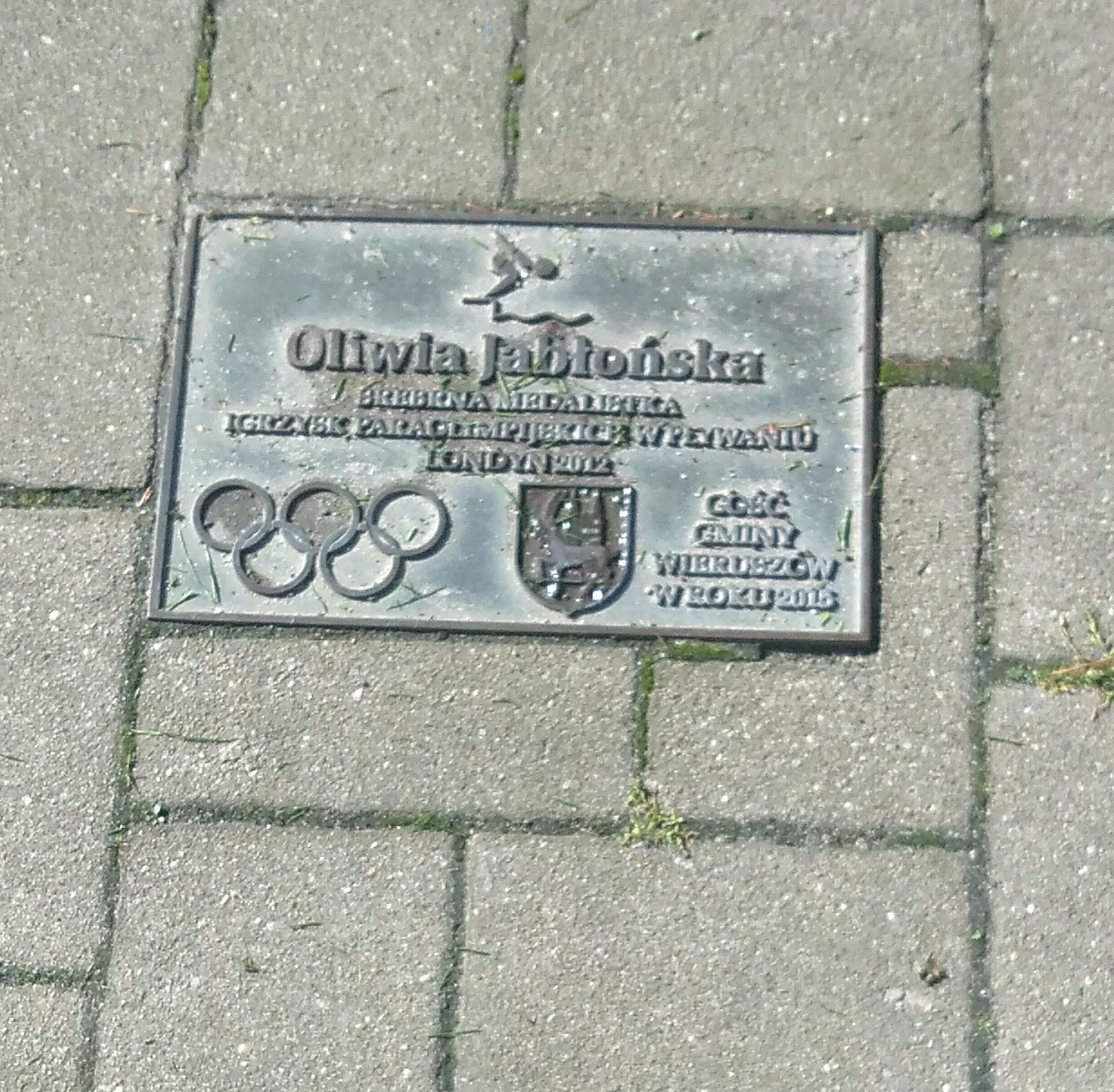
Tablica Oliwii Jabłońskiej
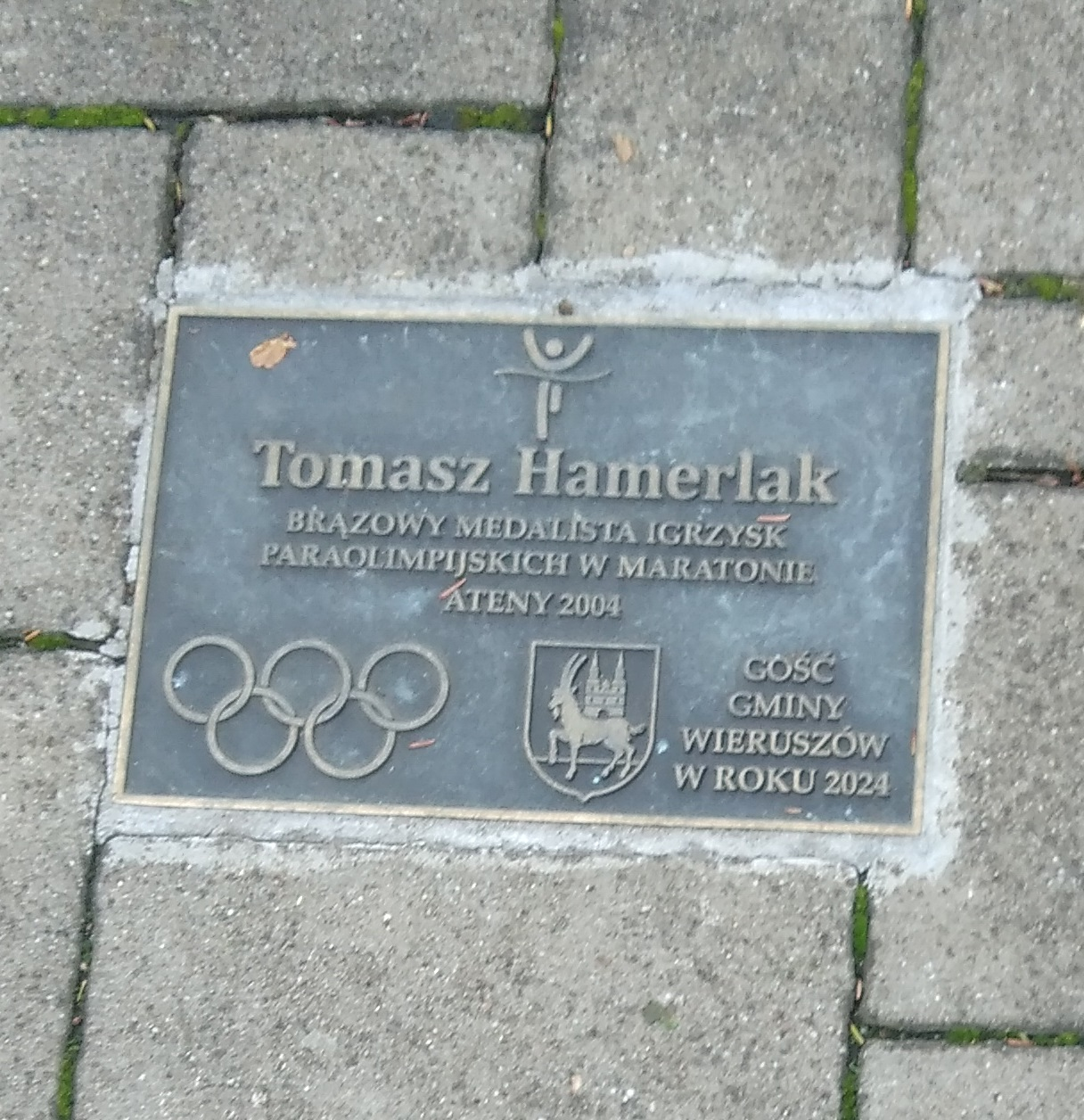
Tablica Tomasza Hamerlaka
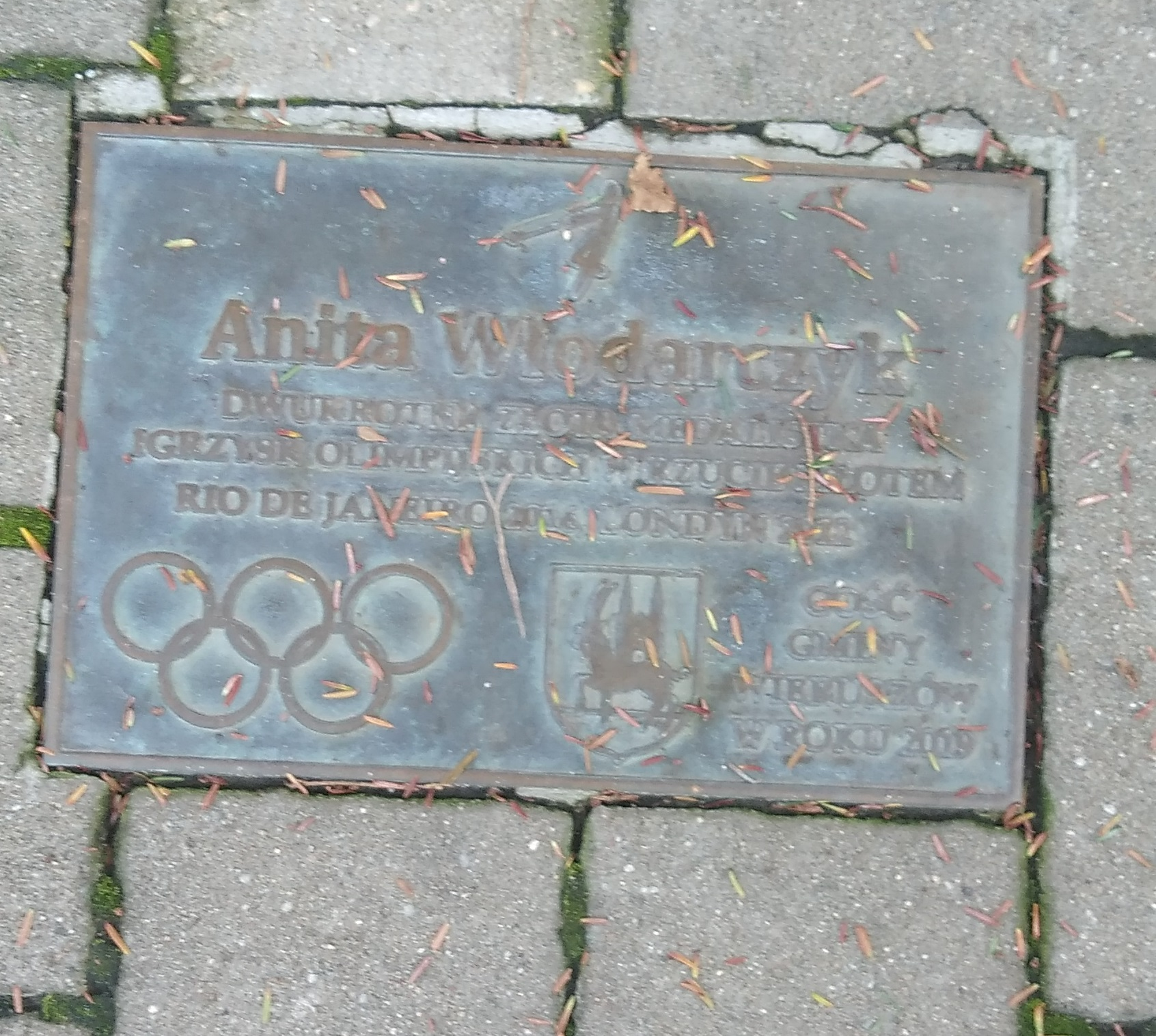
Tablica Anity Włodarczyk
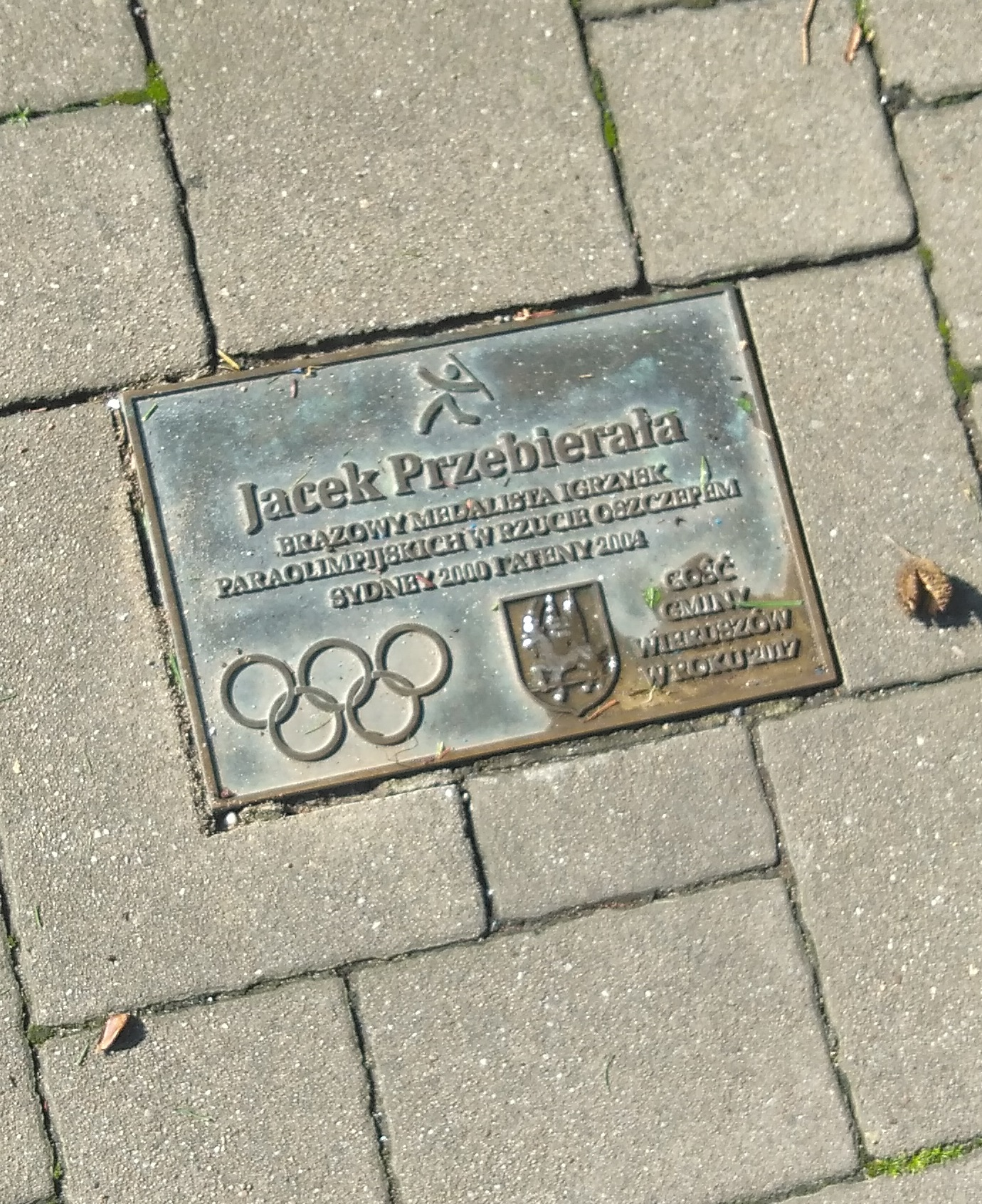
Tablica Jacka Przebierały